# Prowler in the Yard
Prowler in the Yard è il secondo album in studio della grindcore band americana Pig Destroyer. È stato pubblicato il 24 luglio 2001 su Relapse Records.

## Il disco
L'album segue una storia oscura e contorta di amore, ossessione e sangue. L'opuscolo presenta anche una pagina in più di prosa sul protagonista e su Jennifer. L'album è stato registrato su un drummer a 8 tracce dalla cantina di Brian Harvey.
Nel marzo 2009, Terrorizer ha definito l'album la terza miglior uscita grindcore americana di tutti i tempi.. Nel luglio 2015, Relapse Records ha annunciato che avrebbe riproposto Prowler in the Yard con audio remixato e rimasterizzato, una varietà di formati 2CD e vinile e una traccia inedita.
Il remix 2015 omette Evacuating Heaven. Scott Hull spiega nelle note di copertina: Into the music la sequenza della traccia, quella traccia (Evacuating Heaven) è stata omessa, e il postlogue di Jennifer che era alla fine di Piss Angel è stato pubblicato come proprio ID traccia, separandolo dalla canzone precedente.

## Tracce
1. Jennifer – 1:21
2. Cheerleader Corpses – 0:35
3. Scatology Homework – 0:49
4. Trojan Whore – 1:35
5. Ghost of a Bullet – 0:20
6. Heart and Crossbones – 0:48
7. Strangled with a Halo – 1:25
8. Intimate Slavery – 1:05
9. Mapplethorpe Grey – 1:21
10. Evacuating Heaven – 0:16
11. Tickets to the Car Crash – 0:39
12. Naked Trees – 1:46
13. Sheet Metal Girl – 1:09
14. Preacher Crawling – 1:29
15. Pornographic Memory – 0:57
16. Murder Blossom – 0:18
17. Body Scout – 1:01
18. Snuff Film at Eleven – 1:10
19. Hyperviolet – 3:28
20. Starbelly – 5:03
21. Junkyard God – 1:59
22. Piss Angel – 7:57
23. Delusional Supremacy (Japanese bonus track) – 0:25